# Augustine Washington

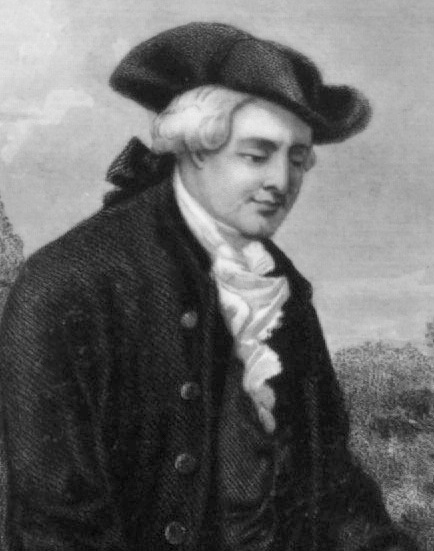
Augustine Washington; Lithographie, 1867, von John C. McRae nach einem Gemälde von G. G. White.

Augustine Washington (* 1694 in Westmoreland; † 12. April 1743 in King George County) war der Vater von General und Präsident George Washington. Er gehörte in der Kolonie Virginia zur sklavenhaltenden Klasse der Pflanzeraristokratie.

## Familie
Augustine Washington war der Sohn von Lawrence Washington (1659–1698), einem Captain der Miliz und Mitglied des House of Burgesses in Virginia und von Mildred Warner Washington Gale (1671–1701). Seine Großeltern väterlicherseits waren John Washington und Anne Pope (1638–1668).

## Leben
Augustine war erst vier Jahre alt als sein Vater starb. Er erbte über 1000 Acre Land in Bridges Creek in Westmoreland County; seine Schwester Mildred erbte den Besitz Little Hunting Creek.
1715, nachdem er sein Erbe übernommen hatte, heiratete er Jane Butler, eine Waise, die von ihrem Vater über 640 Acre Land geerbt hatte. Das junge Paar ließ sich auf dem Besitz Bridges Creek nieder. 1718 erwarb Washington Land in Popes Creek und verkleinerte seinen Besitz in Bridges Creek. Um 1726 baute er ein neues Haus, später Wakefield genannt. Im selben Jahr erwarb er von seiner Schwester Mildred Little Hunting Creek.
Zusätzlich zu der Beaufsichtigung seiner Sklaven und der Arbeit als Tabak-Pflanzer, war er ein aktives Mitglied in der anglikanischen Kirche und Lokalpolitiker. Er diente einige Zeit als Friedensrichter und Country-Sheriff.
Washington und seine Frau Jane hatten vier Kinder, von denen zwei (Lawrence und Augustine, Jr.) das Erwachsenenalter erreichten.

### Zweite Ehe
Nach Janes frühem Tod 1729 heiratete Washington 1731 die 23-jährige Mary Ball aus Lancaster County. Sie bekamen drei Kinder, die das Erwachsenenalter erreichten: George (1732), Betty (1733) und Samuel (1734).
1735 zog die Familie auf den Besitz Little Hunting Creek. Der genaue Grund dafür ist unklar, aber es könnte mit Washingtons Beschäftigung beim Bergbau zu tun gehabt haben: Little Hunting Creek war näher an den Eisenminen als Popes Creek. Im Jahre 1725 war Augustine ein Abkommen mit der Principio Company of England eingegangen und er begann mit Eisenabbau in Accokeek in Stafford County. 1728 schloss er mit der Company eine Übereinkunft die laufenden Kosten für die Brennöfen in Accokeek um 1/6 zu senken.
Washington hatte auf seinen Farmen Tabak angepflanzt, was die Hilfe von Sklaven notwendig gemacht hatte. Als George Washington geboren wurde, war 50 Prozent der Bevölkerung in Virginia schwarz, die meisten davon versklavt.
Im Jahr 1738 stand ein Besitz von 150 Acres Land, der früher William Strother gehörte, zum Verkauf. Es lag am Rappahannock River am Rande von Fredericksburg. Washington erwarb den Besitz von Strothers Nachlassverwaltern. Er zog mit seiner Familie Ende 1738 auf die Ferry Farm. Der neue Besitz ermöglichte es die Accokeek Brennöfen leicht zu erreichen und lag jeweils einen Tagesritt von Little Hunting Creek und den Besitzungen von Popes Creek entfernt. Washington pachtete außerdem 450 Acres großes Grundstück, das an den Besitz von Strother angrenzte, welches er später komplett erwarb. Obwohl der Besitz die Ferry Road und Ferryland beinhaltete, wurde er zu der Zeit als es Augustine Washingtons Residenz war, noch nicht Ferry Farm genannt. Zu dieser Zeit wurden den Washingtons noch weitere Kinder geboren: John Augustine (1736) und Charles (1738). Ein sechstes Kind, Mildred, das 1739 auf der neuen Farm geboren wurde, starb noch als Kleinkind 1740.

## Vermächtnis
Nach Washingtons Tod 1743 im Alter von 49 Jahren erbte sein Sohn George die Ferry Farm und Sklaven. Da er erst elf Jahre alt war, verwaltete seine Mutter den Besitz bis zu seiner Volljährigkeit. Sie blieb auf dem Anwesen bis 1772. Danach zog sie in ein Haus nach Fredericksburg, welches George für sie erworben hatte. Lawrence erbte Little Hunting Creek und ebenfalls Sklaven. Er benannte den Besitz in Mount Vernon um, zu Ehren von Admiral Edward Vernon, unter dessen Kommando er am War of Jenkins’ Ear teilgenommen hatte. Der Besitz in Popes Creek und Sklaven gingen an Augustine Jr. Bei seinem Tod besaß Augustine Washington insgesamt 64 Sklaven, aufgeteilt auf die verschiedenen Plantagen.
Laut Augustines letztem Willen sollte, falls Lawrence ohne Kinder sterben sollte, der Besitz Little Hunting Creek an Augustine Jr. übergehen, dieser sollte in diesem Fall Popes Creek an George weitergeben. Wenn Augustine Jr. den Besitz in Little Hunting Creek nicht wollte, sollte er an George gehen. Lawrence hatte keine lebenden Kinder, als er starb, und Augustine, Jr. wollte Popes Creek nicht abgeben.
Lawrence Washingtons Witwe Ann hatte ein lebenslanges Wohnrecht auf dem Besitz Little Hunting Creek. Als sie wieder heiratete und nicht mehr auf Mount Vernon lebte, verpachtet sie den Besitz ab 1754 an George. Nach ihrem Tod 1761 erbte George Washington das komplette Anwesen.

### Kinder (von Jane Butler)
- Butler Washington (* 1716)
- Lawrence Washington (1718–1752)
- Augustine Washington, Jr. (1720–1762)
- Jane Washington (1722–1735)

### Kinder (von Mary Ball)
- George Washington (1732–1799)
- Betty Washington Lewis (1733–1797)
- Samuel Washington (1734–1781)
- John Augustine Washington (1736–1787)
- Charles Washington (1738–1799), Vater von Bushrod Washington
- Mildred (1739–1740)